# Helene (vệ tinh)
Helene (/ hɛləni / HEL—nee; tiếng Hy Lạp: Ἑλένη) là một vệ tinh của Sao Thổ. Nó được phát hiện bởi Pierre Laques và Jean Lecacheux vào năm 1980 từ các quan sát trên mặt đất tại Đài thiên văn Pic du Midi, và được chỉ định là S/1980 S 6. Năm 1988, nó được đặt tên chính thức theo Helen của thành Troy, là cháu gái của Cronus (Saturn) trong thần thoại Hy Lạp. Helene cũng được chỉ định là Saturn XII (12), được đưa ra vào năm 1982 và Dione B, vì nó cùng quỹ đạo với Dione và nằm ở điểm Lagrange L4. Đây là một trong bốn vệ tinh troia được biết đến.

## Khám phá
Helene ban đầu được quan sát từ Trái Đất vào năm 1980, và những chuyến bay Voyager của Sao Thổ vào đầu những năm 1980 cho phép quan sát gần hơn nhiều. Nhiệm vụ Cassini hạ Huygens, đi vào quỹ đạo quanh Sao Thổ năm 2004, vẫn cung cấp tầm nhìn tốt hơn và cho phép phân tích sâu hơn về Helene, bao gồm cả quan điểm bề mặt trong các điều kiện ánh sáng khác nhau. Một số hình ảnh gần nhất của Helene cho đến nay là từ chuyến bay 1800 km của tàu vũ trụ Cassini vào ngày 3 tháng 3 năm 2010, và một chuỗi hình ảnh rất thành công khác xảy ra vào tháng 6 năm 2011. Đã có nhiều cách tiếp cận khác trong quá trình thực hiện nhiệm vụ của Cassini.

## Vệ tinh troia
Helene là một trong bốn vệ tinh troia được biết đến (những vệ tinh nhỏ đi theo quỹ đạo của một vệ tinh lớn hơn). Cùng với vệ tinh Polydeuces, nó đi theo quỹ đạo của vệ tinh lớn Dione và luôn giữ khoảng cách giữa chúng.